# American Girls 4 : La Guerre des blondes
Série American Girls
American Girls 3
(2006) Que la meilleure gagne !
(2009)
Pour plus de détails, voir Fiche technique et Distribution.
American Girls 4 : La Guerre des blondes, ou Le Tout pour le tout : À nous la victoire au Québec, (Bring It On: In It To Win It) est un film américain réalisé par Steve Rash et sorti en 2007. C'est le quatrième film de la saga American Girls. Il fut tourné au parc Universal d'Orlando, Floride, aux États-Unis.

## Synopsis
Carson (Ashley Benson), capitaine des Sharks de la côte Ouest, et Brooke (Cassie Scerbo), capitaine des Jets de la côte Est, sont rivales depuis des années. Lors de leur voyage au Camp Spirit-Thunder, où a lieu la compétition afin de choisir l'équipe qui représentera les États-Unis lors de la prochaine compétition mondiale des Cheerleaders, les deux équipes enchainent moqueries et coup bas afin de déstabiliser l'autre. 
C'est alors que Carson tombe amoureuse de Penn (Michael Copon). Mais problème : Penn est un Jet. La bataille que se livrent Carson & Brooke cesse quand, au cours d'un concours de danse entre les deux équipes, certains membres des deux côtés sont blessés. Pour elles, un seul moyen de continuer : s'unir...

## Fiche technique
- Titre : American Girls 4 : La Guerre des blondes
- Titre original : Bring It On: In It To Win It
- Réalisation : Steve Rash
- Scénario : Elena Song, Alyson Fouse
- Pays d'origine : États-Unis
- Genre : Comédie
- Date de sortie : 18 décembre 2007

## Distribution
- Ashley Benson (V.F. : Karine Foviau ; V.Q. : Bianca Gervais) : Carson
- Cassie Scerbo (V.Q. : Aline Pinsonneault) : Brooke
- Michael Copon (V.Q. : Guillaume Champoux) : Penn
- Jennifer Tisdale (V.F. : Camille Donda ; V.Q. : Catherine Bonneau) : Chelsea
- Kierstin Koppel (V.Q. : Claudia-Laurie Corbeil) : Sarah
- Noel Areizaga (V.F. : Yoann Sover ; V.Q. : Benoit Éthier) : Ruben
- Lisa Glaze (V.Q. : Anne Bédard) : Pepper Driscoll
- Adam Vernier : Vance
- Anniese Taylor Dendy (V.Q. : Catherine Proulx-Lemay) : Aisha
- Ashley Tisdale : Elle-même Apparition Musical

Sources et légendes : Version française (V.F.) sur RS Doublage Version québécoise (V.Q.) sur Doublage QC

## Saga American Girls
- 2000 : American Girls
- 2004 : American Girls 2
- 2006 : American Girls 3
- 2008 : American Girls 5 : Que la meilleure gagne
- 2017 : American Girls 6 : Confrontation mondiale
- 2022 : American Girls 7